# Апарин, Иван Васильевич
Ива́н Васи́льевич Апа́рин (1947—2003) — депутат Государственной Думы РФ третьего созыва, народный депутат СССР (1989–1991), заместитель председателя Агропромышленной депутатской группы в Государственной Думе РФ, бывший первый заместитель главы администрации Алтайского края.
Родился в селе Камышенка Петропавловского района Алтайского края.

## Образование и работа
Окончил факультет механизации Алтайского сельскохозяйственного института. Работал газоэлектросварщиком, бригадиром комплексной бригады, председателем колхоза «Путь к коммунизму» Петропавловского района.

## Политическая деятельность
С 1975 года — второй секретарь Петропавловского райкома КПСС, затем — председатель Исполкома Петропавловского районного Совета.
С 1983 года — первый секретарь Советского райкома КПСС, с 1986 года — первый секретарь Кытмановского райкома КПСС Алтайского края.
С 1991 года по 1992 год — начальник коммерческого отдела "Алтайагропромсоюза" в г. Барнаул.
С 1992 года по 1996 год — генеральный директор объединения «Алтайагропромснаб» в г. Барнаул.
С 1989 года по 1991 год избирался народным депутатом СССР (1989–1991), был членом Комитета Верховного Совета СССР по вопросам гласности, прав и обращений граждан.
В 1996 года был избран депутатом Законодательного Собрания Алтайского края, являлся председателем фракции «Народовластие», председателем Комитета по аграрной политике и природоиспользованию.
В декабре 1996 года назначен первым вице-губернатором Алтайского края, одновременно с 1997 года — начальник главного управления сельского хозяйства и продовольствия администрации Алтайского края (г. Барнаул).
В 1999 году был избран депутатом Государственной Думы РФ третьего созыва по Славгородскому одномандатному избирательному округу № 37 Алтайского края, был членом депутатской Аграрнопромышленной группы, членом Комитета ГД по аграрным вопросам. Был членом КПРФ, одним из лидеров Алтайской краевой организации КПРФ.

## Смерть
Умер 10 декабря 2003 года.